# Selim Jean Sfeir
Selim Jean Sfeir (Rayfoun, 2 settembre 1958) è un vescovo cattolico libanese della Chiesa maronita, dal 19 giugno 2021 arcieparca di Cipro.

## Biografia
Nasce a Rayfoun, nel distretto di Kisrawan, il 2 settembre 1958.

### Formazione e ministero sacerdotale
Dopo aver studiato presso il seminario patriarcale di Ghazir, viene ordinato presbitero il 22 maggio 1988, per il vicariato patricarcale di Sarba, dall'eparca Michael Doumith.
Consegue il baccalaureato in teologia presso la Holy Spirit University di Kaslik e in diritto canonico delle Chiese orientali presso il Pontificio istituto orientale in Roma. Successivamente studia presso la Pontificia Università Lateranense in Roma, dove ottiene il dottorato in utroque iure in diritto canonico e diritto civile nel 2001.
Esercita così il suo ministero prima in Libano e poi nell'arcieparchia di Cipro, dove riveste, tra gli altri, gli incarichi di vicario giudiziale e di presidente del tribunale ecclesiastico.
Nell'ottobre 2020 è nominato amministratore apostolico di Cipro, a seguito della nomina dell'arcieparca Youssef Antoine Soueif alla sede metropolitana di Tripoli dei Maroniti.

### Ministero episcopale
Il 16 giugno 2021 il sinodo dei vescovi della Chiesa maronita lo elegge arcieparca di Cipro, elezione a cui papa Francesco concede il proprio assenso il 19 giugno successivo. Il 29 luglio 2021 riceve l'ordinazione episcopale ad Achkout dal cardinale Béchara Boutros Raï, patriarca di Antiochia dei Maroniti, co-consacranti Youssef Antoine Soueif, arcieparca di Tripoli dei Maroniti, e Paul Rouhana, vescovo ausiliare di Joubbé, Sarba e Jounieh. Prende possesso della sede metropolitana il 5 settembre successivo.
Ricopre, da giugno 2021, anche il ruolo di delegato per Cipro presso la Commissione delle conferenze episcopali della Comunità Europea e, dal 21 novembre 2022, avvocato rotale presso il Tribunale della Rota Romana.
Ha curato diverse pubblicazione. Parla l'arabo, il francese, l'italiano, l'inglese ed il greco moderno.

## Genealogia episcopale
La genealogia episcopale è:
- Patriarca Youhanna Bawab
- Patriarca Jirjis Rizqallah
- Patriarca Stefano Douayhy
- Patriarca Yaaqoub Boutros Awwad
- Patriarca Semaan Boutros Awwad
- Patriarca Youssef Boutros Estephan
- Patriarca Youhanna Boutros Helou
- Patriarca Youssef Boutros Hobaish
- Patriarca Boulos Boutros Massaad
- Patriarca Elias Boutros Hoayek
- Patriarca Antoun Boutros Arida
- Patriarca Paul Pierre Méouchi
- Patriarca Nasrallah Pierre Sfeir
- Cardinale Béchara Boutros Raï
- Arcieparca Selim Jean Sfeir